# Chartreuse de Ara Christi
Pour les articles homonymes, voir Chartreuse Notre-Dame (homonymie).
La chartreuse Notre-Dame de Ara Christi ou chartreuse de l'Autel-du-Christ, en espagnol : Cartuja de Altar de Cristo, est un monastère de Chartreux situé à El Puig de Santa Maria dans la province de Valence en Espagne.

## Histoire
En 1582, Elena ou Hélène Roig (†1585), fille de Thomas Roig; veuve du chevalier de Valence, Gaspar Artés, seigneur d'Almàssera ; héritière fiduciaire de son frère Christophe, chevalier, docteur en droit de l'université de Valence, chanoine de la cathédrale de Valence et inquisiteur d'Aragon, à Saragosse; lègue à la chartreuse de Val de Christo, une ferme située près de El Puig, communément appelée Mossén Roig (Père Roig), qui comprend des terres et un moulin à farine. Le 7 avril 1585, le père Sanxo Anyó, le père Joaquim Amigó et le père Michel de Vera, premier prieur, prennent possession du domaine devant le notaire de Valence pour établir une nouvelle fondation, Notre-Dame d'Ara Christi. Cet acte est entériné par le chapitre général de l'ordre la même année, un an plus tard, le 20 avril 1586, l'archevêque Juan de Ribera la réalise.
Dom Michel de Vera, doit lutter contre l’opposition des chartreuses de Porta Cœli et de Val de Christo, qui trouvent la fondation trop rapprochée. En 1590, Philippe II accorde des secours et se déclare fondateur. 
L'héritage du fondateur ne comprend aucun revenu pour l'entretien du monastère. En 1609, elle reçoit l'héritage considérable de André Capella (ca), chartreux et évêque d’Urgell auquel s'ajoutent les possessions que les frères Lledó possèdent devant le monastère; ainsi que les donations du notaire Marc Antoni Bernich, avec lesquelles une partie du cloître primitif est construit en 1611. Sous le priorat de Francesc Almenar, on planifie la construction d'un nouveau monastère, en suivant le plan de la Chartreuse d'Aula Dei, d'où Almenar est originaire. Les travaux commence par l'église le 6 février 1621, la première pierre est posée le 4 mars suivant. Les constructions achevées en 1641.
En 1700, la communauté est victime de la Guerre de Succession d’Espagne, les Chartreux se rangent du côté de l'Autriche ; En 1712 le chapitre général interdit la réception des novices à cause du manque de ressources. Une donation en 1715 la met financièrement à l’aise. 
En 1784, les Chartreux espagnols se séparent de l'obéissance à la Grande Chartreuse et la congrégation nationale est formée. Ara Christi est la résidence du vicaire général de la congrégation cartusienne espagnole.
La communauté doit se disperser pendant la guerre d'indépendance espagnole  de 1808 à 1815. La chartreuse est pillée en 1808, par la Grande Armée, qui détruisent ses peintures et ses ornements intérieurs. En 1811, les troupes espagnoles de Don José Lardizábal, sous les ordres de José Pascual de Zayas y Chacón, sont postées à la chartreuse au moment de la bataille de Sagonte,.
Elle est définitivement supprimée avec toutes les maisons religieuses d’Espagne, à cause du désamortissement de Mendizábal qui organise la confiscation des propriétés des congrégations en 1835.
Le couvent abrite par la suite des capucins, qui abandonnent le couvent dans les années 1970 du fait de son état délabré.
Après des années d'oubli et de négligence, la chartreuse est déclarée bien d'intérêt culturel en 1996 et depuis 1999, la restauration du monastère, bien que non exempte de controverse, est en cours sur une initiative privée. La chartreuse est actuellement une propriété privée de la société immobilière Grupo Ciudadela, complexe hôtelier, sportif et de loisirs.

## Personnalités liées à Ara Christi

### Prieurs
Le prieur est le supérieur d'une chartreuse, élu par ses comprofès ou désigné par les supérieurs majeurs.
- 1582-1586 : Miguel ou Michel de Vera y Santangel (1532-1587), né à Saragosse en 1532, entre à Porta Cœli  en 1554. Il est employé aux négociations qui précédent la fondation d’Aula Dei en 1563-1565, puis revient à Porta Cœli, nommé prieur en 1570. Il est dénoncé devant l'Inquisition en 1571[note 1]. Le tribunal de Valence le banni pour une période de dix ans, mais avant que la peine ne soit purgée, les moines demandent aux inquisiteurs de lui permettre de retourner au monastère, il passe au priorat d’Ara Christi en 1582, et revient prieur à Porta Cœli en 1586. Il a écrit quelques œuvres en latin et traduit en espagnol la Summa de la perfección Cristiana de Lanspergi, imprimée à Valence en 1600.
- Joaquim Amigó

- 1600-1611 : Pere Mateo

- 1615-1624 : Francesc Almenar

- 1624-1627 : Vincent de Las Cuevas (†1658), né près de Teruel à la fin du 16e siècle, il fait profession à la chartreuse d’Aula Dei, prieur d’Ara Christi en 1624, puis d’Aula Dei en 1627 ; déposé en 1631, nommé prieur de Las Fuentes en 1640, puis de nouveau à Aula Dei en 1645, et la même année à Majorque. Déposé en 1647, prieur d’Aula Dei en 1651. Déposé en 1656.

- 1642-1645 : François Pallás y Peñarroya (1590-1656), né à Valence de haute noblesse, page de l’archevêque saint Jean de Ribera, étudie le droit civil et canonique à Salamanque. Le 17 février 1618, il prend l’habit chez les capucins et devient un directeur réputé. Le 7 septembre 1626 il prend l’habit à la chartreuse du Val de Christo, vicaire à Via Cœli , revient à Val de Christo. En 1642, il est nommé prieur d’Ara Christi. Déposé en 1645, il revint à Val de Christo.

- 1653-1657 et 1662-1662 : Juan Bautista Giner Y Aragon (1593-1665), né à Valence en 1592, titulaire d’un doctorat, clerc, puis prêtre, bénéficier de San Esteban de Valence, il fait profession à la chartreuse d’Ara Christi, le 8 décembre 1640, premier profès de la maison. Il y est rapidement nommé vicaire, puis prieur en 1653. Déposé en 1657, il le redevint en 1662 pour quelques mois. Il mourut le 30 mars 1665.

- 1738-1746 et 1751-1753 : José Flory Rosell (1691-†1753), né à Segorbe, étudie à l’université de Valence, prêtre séculier, profès d’Ara Christi en 1728, maître des novices, vicaire, procureur, archiviste et enfin prieur en 1738. En 1746, transféré au priorat de Porta Cœli, pour redevenir prieur d’Ara Christi en 1751.

### Autres
- André Capella (ca)(1529-†1609), né à Valence en 1529, entre chez les Jésuites, maître des novices et recteur du collège de sa ville natale. Il fait profession à la chartreuse de Scala Dei en 1570. Il est prieur de Porta Cœli en 1574, de Scala Dei en 1575, du Paular en 1576, de Naples en 1579, de Milan en 1581, et à nouveau de Scala Dei en 1584. Chargé par le roi de la réforme des Bénédictins et des chanoines réguliers d’Espagne, il est nommé évêque d’Urgell en 1588. Il favorise les chartreux de Scala Dei et d'Ara Cristi. Dans ses œuvres, il met l'accent sur les Livres d'oraison.

## Architecture
Portail
Il se compose d'un bâtiment à deux ouvertures, appartenant à des périodes différentes. Le premier (1724-1733) est l'œuvre du tailleur de pierre Josep Montana et correspond à la façade et au portail principal, mais le corps suivant est antérieur (1611-1612) et est précédé d'un autre portail, œuvre de Père Condé, d'Antoni Ortiz et de Tomàs Pains.
Eglise
Sa façade est très sévère et est surmontée de pinacles. Elle a un dôme en forme de boîte très stylisé, surmonté d'une niche et trois fenêtres pour l'éclairage intérieur de l'église. Elle est structurée en trois sections: un transept, surmonté d'un dôme et la tête.
La nef centrale est couverte de quatre voûtes nervurées en forme d'étoile et de deux simples, où se trouvent vingt-quatre clés en bois dorées et polychromes (1625) du sculpteur aragonais Juan Miguel Orliens, superposées aux clés en pierre. Chaque section de la voûte est encadrée par des pilastres corinthiens couronnés de fines parenthèses dans la frise, sur lesquelles repose une simple architrave. Aujourd'hui, les chœurs conventuels et le maître-autel n'existent plus, mais la pigmentation d'origine des murs est préservée. Comme d'habitude dans les chartreuses, les six chapelles latérales sont séparées de l'église et sont symétriquement reliées les unes aux autres par la perforation des solides contreforts. Ils montrent ainsi un style académique marqué dans leur configuration. Un clocher austère en briques, construit entre 1639 et 1640, se dresse du côté est du transept. Un autre élément notable de l'église est son dôme, étant l'un des premiers dômes extradés construits sur les terres hispaniques depuis celui l'Escurial, déjà terminé en 1631. Il est soutenu par quatre pendentifs sculptés dont les évangélistes supérieurs sont situés le tambour, la coquille de la coquille et la lanterne, tous décorés avec le sgraffito polychrome, le plus beau et le plus ancien dans le pays valencien (c.1642). À la tête et au transept, il y a quatre portes qui cèdent la place au raid et aux deux claustrillos, respectivement. C'est dans cette pièce capitale de la chartreuse que des architectes les plus qualifiés de l'époque ont participé, mettant en évidence Andreu Artic, Antoni Badenes, Marc Bonos, Francesc Català, Joan Claramunt, P. Boix, Bertomeu Fontanilla, Urbà Fos, Esteve Gramalles, R Herrero del Real, Tomàs Mellado, Fray Antoni Ortiz, Miquel Oviedo, Francesc Padilla, Tomàs Panes, Jaume Rebull, Doménec Redolat, Mosén Guillem Roca, Joan B.Tormo, Antoni Torrera, Joan B.
Cloître de Levante
On y accède par la porte côté évangile. Il est construit en pierre Godella, comme les autres cloîtres, il est l'œuvre de Pere Azebedo et Antoni Miró. Il est structuré en quatre galeries qui reprennent l'arrangement classique réinterprété par Serlio d'arcs entre linteaux, qui viennent confirmer l'utilisation d'une architecture austère et désorganisée dans le monastère. Ce n'est qu'avec l'érection des pilastres doriques dans les étriers des arches, ainsi que le moulage des voussoirs, l'architrave , la frise et la corniche lui confèrent un certain contraste en même temps qu'une plasticité extérieure. Plusieurs salles sont organisées autour de cet espace.
Cloître majeur
Ce grand cloître a servi d'inspiration pour les deux plus petits côtés de l'église, et est l'œuvre de Tomàs Mellado et de son gendre Gaspar Sancho. Deux couloirs ont été partiellement perdus, un aspect qui n'a pas diminué l'importance de son architecture puisqu'un pourcentage élevé de la maçonnerie a été conservé. À partir du 30 mars 1640, il fut utilisé comme cimetière.